# Ja
Ja ist ein deutsches Wort mit der Grundbedeutung der Zustimmung, Bestätigung und Bekräftigung. In Wörterbüchern wird es unterschiedlich abgehandelt und wird mehreren Wortarten zugerechnet. Als Partikel generell ist ja entweder die positive Antwort auf eine Entscheidungsfrage oder hat anderen Bestätigungscharakter und ist damit das Gegenteil von „nein“. Im Satzinneren fungiert ja als Modalpartikel und drückt dabei vielfältige Beziehungen des Gesagten aus. Weiters kann ja in gegebenen Fällen als Interjektion interpretiert werden und ist dann in der gesprochenen Sprache oft ein Füllwort. Letztlich kann das Wort unter entsprechender syntaktischer Umgebung zur Konjunktion werden.

## Etymologie
„Ja“ ist ein Erbwort, gehört mithin zum ältesten Bestand des deutschen Wortschatzes und seine Entsprechungen in den Germanischen Sprachen sind lautlich meist sehr ähnlich. Das Wort ja ist bereits in dieser Form im Althochdeutschen vor dem 9. Jahrhundert belegt und liegt in etlichen anderen Sprachen dieser Zeit in gleicher oder ähnlicher Form vor.
Die Herkunft ist laut Wahrig (1991) unklar. Der exakte lautliche Bezug zur Ursprache Indogermanisch kann bislang nur vermutet werden. Morphologisch stellt Adelung (1793) ja zu einem althochdeutschen Verb jahōn ‚sagen‘; das heutige Verb bejahen lässt sich als Präfixverb eines solchen früheren Wortes verstehen. Heute wird ja mit einem rekonstruierten indogermanischen Pronominalstamm *i-/*ie-/*io- (wie es im Wort jener vorkommt) in Beziehung gebracht.
Die Bedeutung des deutschen Wortes ja änderte sich von frühester Zeit an kaum. Ja unterlag damit im Laufe der Zeit keinem Bedeutungswandel, was das Wort zu einem Teil des Grundwortschatzes der Sprache zählen lässt.

## Aussprache
Wie bei einem Großteil des Vokabulars einer Sprache ist auch die Aussprache des Wortes ja, mithin im Besonderen die des a-Lautes von mehreren Faktoren abhängig.
- Der Grad der Offenheit (Vokalqualität) hängt in starkem Ausmaß von der Sprachregion (dialektale Variation) ab und changiert durchwegs zwischen einem offenen a ([ja]) über ein halboffenes a ([jɑ]) zu einem offenen o ([jɔ]). Standardsprachlich gilt ein offenes a als die Norm; tendenziell wird der Vokal in Dialekträumen des südlichen deutschen Sprachgebiets angehoben. Aber auch der Idiolekt und ggf. die soziale Schichtzugehörigkeit (Soziolekt) kann bei der Aussprache eine Rolle spielen.
- Die Vokallänge (Vokalquantität und Lautdauer), [ja] oder [ja:], kann sprecherabhängig sein (grundsätzlich langsameres oder schnelleres Sprechen), wird aber hauptsächlich pragmatisch bestimmt und hängt von der jeweiligen Sprechsituation und dem sprachlichen Kontext ab.
- Die Intonation (fallende oder steigende Tonhöhe oder kombiniert) ist in der Regel von denselben Faktoren abhängig wie die Vokallänge. Eine starke oder schwache Betonung deutet zudem auf eine unterschiedliche Bedeutung von ja als Modalpartikel hin.

## Jaals Modalpartikel
→ Siehe dazu auch den Abschnitt Zuordnung von ja zu Wortarten
Das Wort ja stand im Mittelhochdeutschen am Anfang eines Satzes und wurde mit der Bedeutung ‚fürwahr‘ verwendet („jâ tuon ichz durch din êre“ ‚fürwahr, ich tu es um deiner Ehre willen‘). Im Neuhochdeutschen wanderte das Wort bei Verwendung „mit besonders ausgeprägten Beziehungen“ in das Satzinnere.
Bedeutung und Verwendung
In den verschiedenen Wörterbüchern geht die Beschreibung des Wortes ja als Modalpartikel von unterschiedlichen Ansätzen aus. Dabei werden die Verwendungsweisen des Wortes herangezogen, um so auf seine Bedeutung zu schließen.
Bei Adelung (1793) wird ja unterschieden in eine Verwendung
- im eigentlichen Sinn (Antwort auf Fragen und Bitten)
- im übertragenen („figürlichen“) Sinn (modale Verwendung)

Das modale ja ist bei Adelung also eine bildhafte Verwendung der Antwort ja, ohne dass diese Bildhaftigkeit näher beschrieben wird.
Paul (1908) unterscheidet ebenfalls zwischen der Modalpartikel (ohne sie als solche zu bezeichnen) und ja als Antwort. Bei modaler Verwendung unterteilt er die Verwendungsweise hinsichtlich der Betonung:
- ja mit starker Betonung steht
  - bei Aufforderungen („Schreib dir das ja auf!“, „Tu das ja nicht!“)
  - bei Absichten („Er lügt, damit man ihm ja nicht auf die Schliche kommt.“)
  - (heute nicht mehr mit ja, sondern mit doch gebräuchlich) in Bedingungssätzen, „um anzudeuten, daß der Eintritt der Bedingung nicht wahrscheinlich ist: wir wollen nicht mehr auf ihn warten, wenn er ja noch kommen sollte, mag er …“[3]
- ja mit schwacher Betonung steht
  - bei Einräumungen und Einwendungen („Das Schwimmbad ist ja neu, aber …“)
  - als Hinweis auf etwas schon Bekanntes („Wir gehen ja heute ins Schwimmbad.“, „Du kennst ihn ja.“, „wie du ja weißt“)
  - um anzudeuten, dass etwas ohnehin geschieht und nichts anderes notwendig ist („Ich komme ja schon!“, „Das errätst du ja doch nie.“)
  - bei Schlussfolgerungen, die im Widerspruch zu den Erwartungen stehen („Dann kann ich ja gehen.“, „Dann wäre es ja wahr, was er gesagt hat.“)
  - bei Ausrufen des Erstaunens („Du bist ja schon wieder da!“, „Das ist ja nicht möglich!“) oder des Verdrusses („Das kann ja heiter werden!, Das ist ja nicht auszuhalten!“)
  - beim Eintreten von etwas Erwartetem („Da bist du ja.“, „Da kommt sie ja schon.“)

Duden (1994) kategorisiert ja in allen Verwendungsweisen als eine nicht näher spezifizierte Partikel. Dabei wird ja als Antwort mit der modalen Verwendung des Wortes in eine Reihe und nicht (wie bei Adelung, Grimm oder Paul) einander gegenübergestellt. Wie Paul rubriziert auch der Duden die modalen Verwendungsweisen von ja mit Einbezug der Betonung und kommt zu ähnlichen Ergebnissen wie jener. Zusätzlich werden meist auch Bedeutungssynonyme angegeben:
- unbetontes ja
  - drückt ein Resümee aus, weist auf Bekanntes hin, dient der Begründung für Allgemeingültiges; Bedeutung: ‚doch, bekanntlich‘ („Das habe ich ja gewusst“, „Du kennst ihn ja“, „Da ja Berlin und Paris Hauptstädte sind …“)
  - drückt Erstaunen oder Ironie aus; Bedeutung: ‚wirklich, tatsächlich‘ („Du bist ja schon da!“, „Das wird ja heiter!“)
  - bedeutet eine Einschränkung, meist mit aber verwendet („Das Schwimmbad ist ja neu, aber …“)
  - dient der steigernden Anreihung von Sätzen oder Teilsätzen; Bedeutung: ‚mehr noch, sogar, um nicht zu sagen‘ („ich schätze, ja, ich verehre ihn“)
- betontes ja
  - steht in Aufforderungssätzen als Ausdruck dringender Mahnung; Bedeutung: ‚unbedingt, ganz bestimmt, auf jeden/keinen Fall‘ („Tu das ja nicht!“, „Er lügt, damit man ihm ja nicht auf die Schliche kommt.“)
  - (auch unbetont): „reiht einen Satz an, in dem konzessiv Bezug auf vorangegangene Aussagen od. Gedanken genommen wird“[4]; Bedeutung: ‚allerdings‘ („Ja, wenn ich das gewusst hätte!“, „Ja, leider, das geht nicht.“)

## Jaals Antwort und Bestätigung

### Bedeutung
Als Bedeutungserklärungen für ja als Antwort(partikel) sind in den Wörterbüchern unter anderem folgende zu verzeichnen:
- Laut Adelung (1793) wird das Wort ja als Antwort dort eingesetzt, „wo es geradezu versichert, daß eine Sache ist, gewesen ist, oder sein wird“.
- Im Grimm (1854–1961) ist ja die „zustimmende antwort auf eine frage, behauptung oder forderung“.
- Bei Schiller (ca. 1905) „dient [ja] zur Versicherung, daß eine Sache so ist, wie der Fragende meint“.
- Bei Sanders (1912) ist ja „die einen Satz vertretende Bekräftigung, nach einer Frage das Statthaben des in Frage Gestellten bezeichnend“.
- Der Brockhaus (1951) beschreibt ja als „Zustimmung, Versicherung der Wahrheit oder des Gehorsams“.
- Bünting (1996) verzeichnet ja als „Bejahung, positive, zustimmende Beantwortung auf eine Entscheidungsfrage“ und es dient „um etw. zu bekräftigen“

Eine spezielle Bedeutung von ja liegt vor, wenn das Wort als Refrainfrage an eine Frage angehängt wird. In Fällen wie „Das stimmt doch, ja?“ oder „Wollen wir heute ins Schwimmbad gehen, ja?“ entspricht das angehängte ja einem in der Standardsprache anzutreffenden nicht wahr? oder synonym und regional unterschiedlich verwendeten Ausdrücken wie … oder?, … gell? oder … wohl?.
Ja kann auch eine Intensivierung oder Steigerung zum Ausdruck bringen: „Ich schätze, ja, ich verehre ihn.“ Dabei bekräftigt das ja die vorhergehende Aussage so sehr, dass man quasi den Mut dazu aufbringt, das Gesagte noch einmal in verstärkter Form zum Ausdruck zu bringen. Ähnlich eindringlich machend wirkt ja, wenn das vorher Genannte nach einem ja in gleicher Form wiederholt wird. Formulierungen wie „ich, ja ich“ oder „in seinem Kummer, ja, Kummer …“ gelten heute als stilistisch hochstehend, veraltet oder als literarische Ausdrucksform.

### Logische Funktion vonjabei Fragen
- Positive Fragen

Ja bestätigt die Aussage in einer positiv formulierten Frage. Abhängig vom Inhalt der Frage kann diese Bestätigung entweder uneingeschränkt gelten („Gehst du heute ins Schwimmbad?“ – „Ja (, ich gehe heute ins Schwimmbad)!“) oder nur bedingt, wobei in der Antwort bestimmte adversative Ausdrücke folgen wie aber, jedoch, allerdings etc. („Ja, aber …“). Einschränkungen solcher Art beziehen sich nur auf den Inhalt der Frage oder auf situative Bedingungen, die Logik des Bestätigens und der Akt des Fragens selbst bleiben davon unberührt.
- Negative Fragen

Negativ formulierte Fragen sind komplexer als positiv formulierte: Die Frage „Gehst du heute nicht ins Schwimmbad?“ müsste logisch korrekterweise mit „Ja“ beantwortet werden, wenn man nicht ins Schwimmbad geht (Bestätigung). Ein derartiger rein logisch verstandener Gebrauch einer Verneinung in Frageform ist im alltäglichen Sprachgebrauch kaum anzutreffen. Vielmehr bezieht sich das „nicht“ in derartigen Fällen nicht auf den Inhalt der Frage, sondern auf eine Vorannahme des Fragenden: Die Frage „Gehst du heute nicht ins Schwimmbad?“ bedeutet implizit so viel wie „Ich dachte du gehst ins Schwimmbad, und jetzt sehe ich, dass du nicht dort bist. Gehst du nun doch noch hin?“ oder „Ich glaube, du gehst heute ins Schwimmbad. Stimmt das?“ und dergleichen. Das „nicht“ in der Frage ist also pragmatisch keine Negation des Inhalts (ins Schwimmbad gehen), sondern bringt eine Verwunderung, einen Zweifel oder eine Verunsicherung des Fragenden oder den Widerspruch zu seinen Erwartungen zum Ausdruck. Daher wird die Antwort auf „Gehst du heute nicht ins Schwimmbad?“ als Antwort auf das indirekt Ausgedrückte und nicht als Antwort auf den logischen Inhalt der Frage interpretiert. Folglich wird nicht ein „Ja“, sondern ein „Nein“ als korrekt empfunden, wenn der Gefragte nicht ins Schwimmbad geht. Das „Ja“ ist damit die positive Bestätigung einer positiv formulierten Aussage und „Nein“ die positive Bestätigung einer negativ formulierten Aussage („Ja, ich gehe ins Schwimmbad“ vs. „Nein, ich gehe nicht ins Schwimmbad“).
- „Oder“-Fragen

Auf Entscheidungsfragen mit „oder“ („Gehst du heute ins Schwimmbad oder nicht?“) ergibt eine Antwort mit „Ja“ (oder „nein“) keinen logischen Sinn. Die beiden semantischen Elemente sind in derartigen Fragen mit einem ausschließenden Oder (XOR) verbunden, die Inhalte schließen also einander aus. Daher kann sich eine Antwort wie „ja“ oder „nein“ nur entweder auf den ersten oder auf den zweiten Teil der Frage beziehen, und die Frage bleibt damit unbeantwortet. Ein alleiniges „Ja“ auf eine „Oder“-Frage gilt daher rein logisch als falsche Antwort.
Im alltäglichen Sprachgebrauch hingegen wird auf die Frage „Gehst du heute ins Schwimmbad oder nicht?“ ein „Ja“ zusammen mit einer erweiterten Aussage wie „Ja, ich gehe (schon/wohl/doch) hin“ als eine korrekte Antwort angenommen. Dasselbe gilt für die negative Antwort „Nein, ich gehe nicht hin“. Ein alleiniges „Ja“ oder „Nein“ wird ebenfalls akzeptiert, zumal diese Wörter als Kürzung der erweiterten Aussage gesehen werden können. Der Grad der Akzeptanz eines alleinigen „Ja“ (oder „Nein“) kann sprecherabhängig und/oder situationsbedingt unterschiedlich sein. So etwa kann schon eine entsprechende Intonation der Frage mitteilen, ob mehr Gewicht auf das vordere oder auf das hintere Element der Frage gelegt wird. Auch der Kontext, in dem die Frage gestellt wird, kann dafür eine Rolle spielen.

### Syntaktische Funktion
Ein „ja“ kann einen positiv formulierten Satz oder eine positive satzwertige Phrase nach sich ziehen wie „Ja, das ist so!“ oder „Ja, ich will.“ In syntaktischer Hinsicht hat das Wort ja selbst satzwertigen Status, entspricht also bei alleinigem Einsatz einem vollständigen Satz (Holophrase) oder bildet einen Teilsatz („Ja, das ist so“). Der satzwertige Charakter von alleinigem Ja zeigt sich in dem Umstand, dass ein Teilsatz von ihm abhängen kann: „Willst du mitkommen?“ – „Ja, wenn du es wünscht.“"

### Pragmatische und prosodische Aspekte
→ Siehe dazu auch den unteren Abschnitt Ja als Interjektion
Gerade in Hinblick auf die Pragmatik bzw. das Sprechhandeln kann die Bedeutung von ja variieren. Viele Inhalte können, unter den passenden situativen Umständen mehr oder weniger ohne Bedeutungsunterschied, sowohl in Form eines Aussagesatzes als auch in Form eines Fragesatzes geäußert werden („Wir wollten doch heute ins Schwimmbad gehen.“ und „Wollten wir heute nicht ins Schwimmbad gehen?“). Je nach Art des Satzes ist dann ein nachfolgendes „Ja“ entweder als Antwort oder auch als Interjektion („Ja! Gehen wir gleich!“) zu sehen.
Bedeutungsunterschiede der Antwort „ja“ ergeben sich auch durch die Satz- bzw. Wortmelodie.
- Ein in der Tonhöhe ansteigendes, fragendes „Ja?“ bedeutet weniger eine positive und zustimmende Antwort einer Frage, sondern vielmehr gegenteilig Staunen, Verwunderung („Gestern war ich wieder im Schwimmbad.“ – „Ja (tatsächlich)?“) oder Zweifel („Ja (meinst du wirklich)?“).
- Ein deutlich lang oder kurz ausgesprochenes Ja zeigt je nach Redesituation Nachdrücklichkeit unterschiedlicher Art wie Genuss und Freude („Jaaa, das wird schön!“) oder Reaktion auf Ungeduld („Jaaa, ich werde es schon tun!“), während ein deutlich kurzes, präzises und knappes „Ja.“ auch den Akt des Bestätigens selbst verstärken kann („Willst du das tatsächlich tun?“ – „Ja.“) In solchen Fällen werden je nach Sprecher – häufig mit scherzhaftem Charakter – auch lautliche Varianten von ja (wie beispielsweise yo oder yep oder das militärische jawohl – mit Kenntlichmachung der scharfen Kürze auch in der Schreibung jawoll) verwendet. Auch bei Grimm (1854–1961) wird bei Nachdrücklichkeit durch Kürze oder Länge der Einsatz derartiger Abarten von ja erwähnt.

Eine Reduplikation von ja („ja, ja“) im alltäglichen Sprachgebrauch ist heute keine Intensivierung, wie es eine Reduplikation in anderen Fällen oft der Fall ist oder wie das wiederholte ja es vor längerer Zeit noch besonders in literarischen Texten war, sondern steht in Zusammenhang mit einer Beurteilung oder Bewertung seitens des Antwortenden mit oft gegenteiligem Charakter:
- Besänftigung und Beschwichtigung des Fragenden oder Relativierung des Frageinhalts („Ja, ja, ist ja gut.“)
- Vermindern der Bedeutsamkeit oder Herabwürdigen des Frageinhalts oder der fragenden Person („Ja, ja, schon gut/hör auf damit!“)
- Verweis darauf, dass sich die Frage ohnehin von selbst beantwortet oder die Aussage nicht angezweifelt wird („Ja, ja, ich weiß.“).

Die Verwendung von ja als Frageanhängsel („Das stimmt doch, ja?“) nimmt die positive Antwort vorweg und drückt die Meinung des Fragenden aus oder soll den Gefragten – oft in suggestiver Form – dazu bringen, der fragenden Person zuzustimmen.
Zusätzlich zur Antwort- und Bestätigungsfunktion von ja drückt das Wort, wenn es allein steht, am Telefon (ohne Namensnennung) Gesprächsbereitschaft („Ja.“ im Sinne von ‚Ja, bitte?, Hallo?‘ etc.) sowie Verständnis („Ja.“ im Sinne von ‚Habe verstanden‘ etc.) aus.

### Gesellschaftliche Bedeutung –Jaals politische Parole

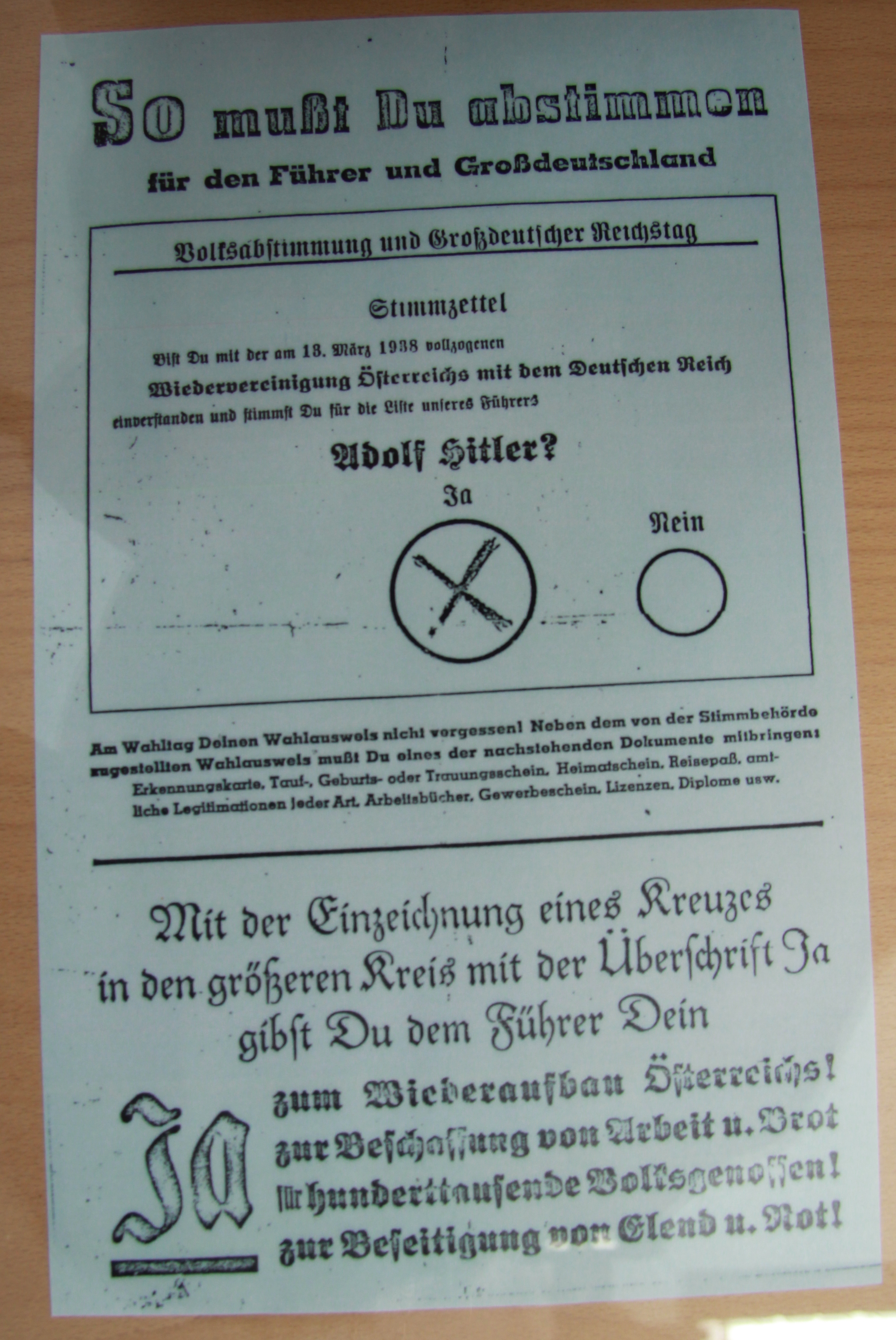
Propagandistisches Informationsblatt zur Volksabstimmung 1938 betreffend den Anschluss Österreichs an das Dritte Reich

„Ja“ kann in brisanten politischen Angelegenheiten – entweder als Antwort auf eine direkt ausformulierte Frage oder gekürzt zur politischen Parole geworden – mobilisierenden Charakter erhalten. Deutlich wurde dies beispielsweise im Rahmen zweier Volksabstimmungen:

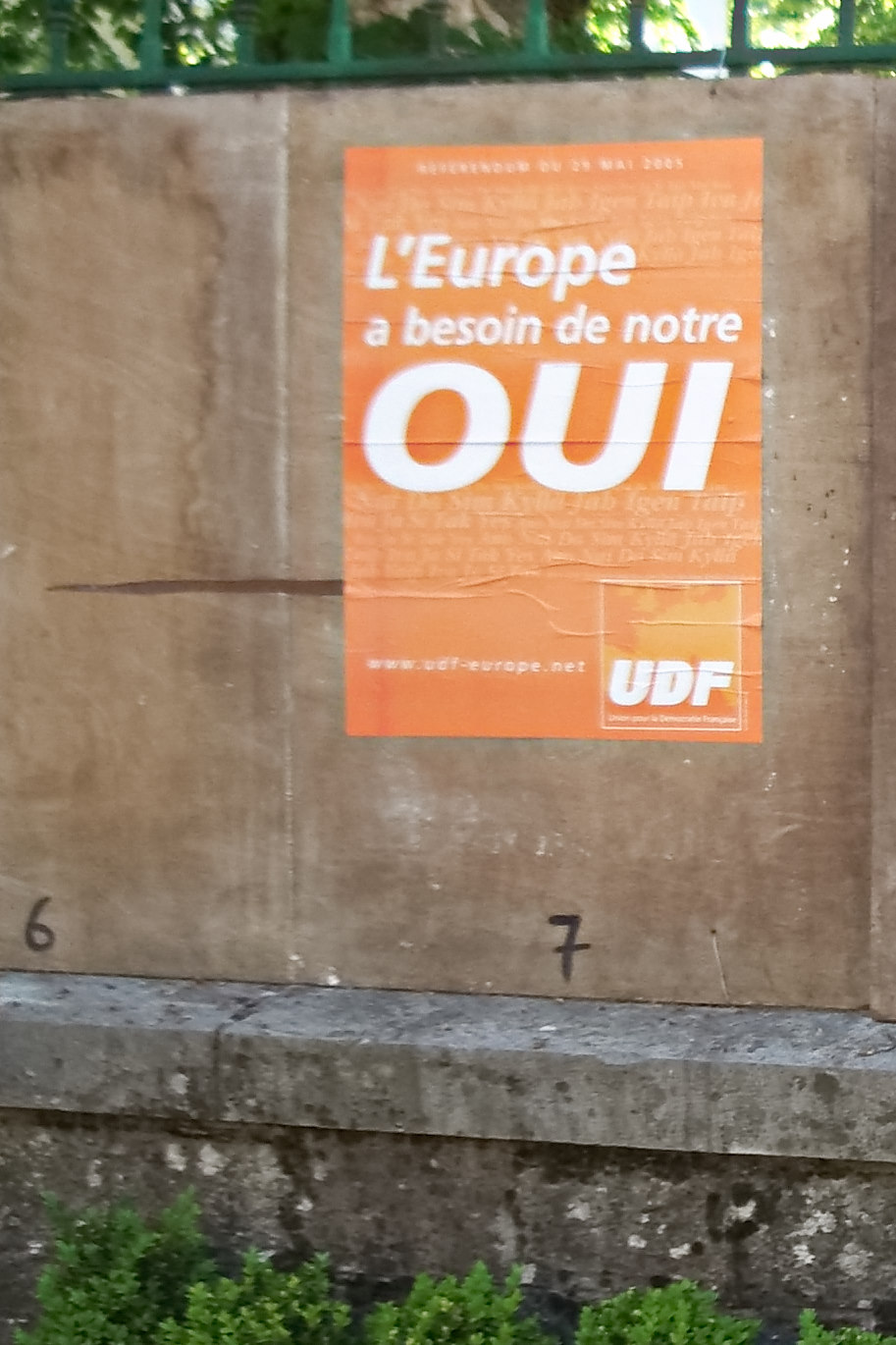
Werbeplakat für das Votum „Ja“ beim Referendum für eine Verfassung Europas in Frankreich 2005

Bei der nach dem sog. Anschluss Österreichs an Nazi-Deutschland im Nachhinein durchgeführten Volksabstimmung (gleichzeitig mit der Wahl zum Deutschen Reichstag) erhielt das „Ja“ insofern prominente Bedeutung, als ein Nein – abgesehen von der herrschenden politischen Pro-NS-Stimmung – schon allein aufgrund des ohnehin bereits vollzogenen Anschlusses für den kritischen Wähler lächerlich wirken musste. Zudem wurde mit der Abstimmung eine Junktimierung vorgenommen, als dass mit der Zustimmung zum Anschluss man auch gleichzeitig für Adolf Hitler als Reichskanzler stimmte. Die Frage zur Volksabstimmung lautete in Österreich lt. Gesetzblatt: „Bekennst du dich zu unserem Führer Adolf Hitler und damit zu der am 13. März 1938 vollzogenen Wiedervereinigung Österreichs mit dem Deutschen Reich?“ Der Scheincharakter der Volksabstimmung zeigte sich auch in der unterschiedlichen Größe der Antwortmöglichkeiten auf dem Wahlzettel, auf dem das Ja wesentlich größer abgebildet war, was die Suggestivfrage auf dem Wahlzettel unterstützte.
Deutlich wurde „Ja“ zur markanten politischen Parole im Referendum über den Vertrag über eine Verfassung für Europa in Frankreich im Frühjahr 2005. Nach dem monatelangen Austausch von Pro- und Kontra-Argumenten ging es in den Tagen unmittelbar vor der wichtigen Wahl hauptsächlich nur noch darum, mittels eines Oui oder Non seiner persönlichen Überzeugung Ausdruck zu verleihen und damit noch eventuell unentschlossene Wähler zu mobilisieren.

### Semantische Äquivalente fürja

#### Synonyme und sprachliche Varianten
Ja kann in allen sprachlichen Situationen verwendet werden und gilt in allen Varietäten sprachlich als korrekt. Um „Ja“ auszudrücken, gibt es zum Wort ja mehrere synonyme Möglichkeiten, von denen allerdings keine diesen universellen Charakter hat. Der Gebrauch solcher Synonyme ist beschränkt, und zwar vorwiegend hinsichtlich der
- Sprachregion: Freilich! (vor allem im süddeutschen Sprachgebiet), Passt! (vor allem in Bayern und Österreich), Läuft! (vor allem in Hamburg und Norddeutschland). Diese Ausdrücke werden sehr häufig auch gemeinsam mit ja verwendet („Ja, freilich!“) und haben so bekräftigende Wirkung.
- fachsprachlichen Bereiche: Jawohl! (beim Militär als eine Zustimmung ohne Zweifel oder Widerspruch (etwa bei einer Befehlsentgegennahme), kann auch im allgemeinen Sprachgebrauch als bekräftigende Form verwendet werden), Positiv! (im Funkverkehr, um Missverständnisse zu vermeiden), Aye! (meist in der verdoppelten Form Aye-aye! in der Seemannssprache, Lehnwort aus dem Englischen)
- Sprachebene (Umgangssprache, Dialekte): Nu! (in der sächsischen Umgangssprache), okay (Lehnwort aus dem Englischen, kann in der Standardsprache nur bedingt verwendet werden), eh (im Sinne von ‚ja, stimmt eh‘, im informellen Sprachgebrauch regional begrenzt und von der Sprechsituation abhängig)
- sozialen Varietäten (Gruppensprachen, Jargons): Dieser Bereich zeichnet sich durch großen Variantenreichtum hinsichtlich der Schreibung und Lautung aus. Zu verzeichnen sind im Besonderen
  - Varianten von deutsch ja und englisch yes bzw. yeah (etwa ya, ye, jo/yo, jou, joa, jau, ju und gruppenspezifische Abarten wie japp/yap, jepp/yep, jupp/yup)
  - Verballhornungen (beispielsweise yodihoo, jausen, yihaa)
  - die besonders im Netzjargon anzutreffenden typografischen Kürzungen „k“ (als Kürzung von okay) und y (als Kürzung von yes).[Anmerkung 3] Daran angelehnt mit ähnlicher Bedeutung existiert das Kürzel ACK (Kurzform von engl. to acknowledge = ‚zur Kenntnis nehmen, zustimmen, bestätigen‘) für das Bedeutungsfeld ‚ja, ok, einverstanden, zur Kenntnis genommen‘.

#### Paraverbale Entsprechungen
Eine paraverbale Lautäußerung, die in ihrer Bedeutung einem „Ja“ oder einer gleichkommenden Bestätigung entspricht, ist das Realisieren von zwei aufeinanderfolgenden Lauten, wobei der zweite Laut meist mit einem [h] aspiriert (angehaucht) wird und die Tonlage des zweiten Lauts höher liegt als die des vorhergehenden. Eine Umkehrung der Tonhöhe (und Artikulation ohne Aspiration) bedeutet auch eine Umkehrung des semantischen Gehalts der Lautäußerung und bedeutet demnach eine Ablehnung und „nein“. Bei geschlossenen Lippen entsprechen diese Laute etwa einem „ʕm-hm“, bei geöffnetem Mund kreist die Lautqualität im Bereich eines Schwas (ə) ([ʕə-hə]) oder eines fast offenen Zentralvokals ([ɐ]) an ([ʕɐ-hɐ]).

#### Nonverbale Entsprechungen
In vielen Ländern wird als Gebärde das Nicken als Ausdruck für „Ja!“ verwendet. In einzelnen Ländern gibt es Ausnahmen, wie in Indien, Albanien und Bulgarien, wo man mit dem Kopf nach rechts und links wippt.
In Griechenland oder der Türkei deutet man ein „Nein“ an, indem man die Stirn etwas zurück kippt.
In Bulgarien wird ein „Nein“ oft durch ein Nicken bekräftigt. Ortsunkundige können beides als bejahendes Nicken missverstehen.

### Produktivität
Das Wort ja als Antwort und Bestätigung ist Ausgangswort für einige Weiterbildungen:
Die Partikel ist das Bestimmungswort einiger Komposita. Verzeichnet sind die beiden heute gebräuchlichen Ausdrücke
- Jawort ‚günstige Antwort auf eine Werbung‘ (Brockhaus 1951); Duden 1994; Paul 1908

Bünting (1996) unterscheidet dabei zwischen der eigentlichen Bedeutung ‚offizielle Einwilligung, Zustimmung zur Eheschließung‘ und der übertragenen Bedeutung ‚Zustimmung zu etw.‘ („Das Jawort war noch nicht gesprochen“).
- Jasager ‚wer (leicht) zustimmt‘ (Brockhaus 1951); ‚Person, die sich stets der Mehrheit, anderen Personen anschließt, unterwirft u. keine eigene Meinung vertritt‘ (Bünting 1996, hier auch die feminine Form Jasagerin); ‚jmd., der zu allem ohne eigene Meinung ja sagt‘ (Duden 1994)

sowie dessen veraltete Synonyme
- Jaaffe ‚affe der zu allem ja sagt‘ (Grimm 1854–1861)
- Jabruder ‚ein gedanken- und willenlos Beistimmender‘ (Adelung 1793); ‚einer, der zu allem ja sagt, keine eigene meinung vertritt‘ (Grimm 1854–1861)
- Jaherr ,eine Person, welche zu allem Ja saget, alles verspricht, bewilliget und einräumet, welche aus Schwäche nicht das Herz hat, andern zu widersprechen, oder ihnen etwas abzuschlagen‘ (Adelung 1793); ‚einer, der zu allem ja, herr! spricht‘ (Grimm 1854–1861); ‚einer, der zu allem ja sagt‘, bis ins 18. Jahrhundert gebräuchlich (Paul 1908)
- Jaknecht ‚einer, der willenlos ja sagt‘ (Grimm 1854–1861)
- Jamensch ‚Mensch, der zu allem ja sagt‘ (Grimm 1854–1861)

Von den veralteten Formen ist Jabruder noch in den ersten Jahrzehnten des 20. Jahrhunderts anzutreffen.
Als Ableitung, im Speziellen als Substantivierung der Partikel existiert das Ja mit folgenden Bedeutungen oder Bedeutungskomponenten:
- ‚Zustimmung‘ (Duden 1994, Sanders 1912)
- ‚Einwilligung‘ (Brockhaus 1951, Sanders 1912)
- ‚bejahende, zustimmende Antwort‘ (Wahrig 1991)
- ‚Zustimmung auf eine Entscheidung fordernde Frage‘ (Bünting 1996)

### Jain anderen Sprachen
„Ja“ ist ein Basiswort in fast allen Sprachen. Aufgrund seiner Bedeutsamkeit ist es kurz und unterscheidet sich meist deutlich von „Nein“. Abgesehen von echten Verwandtschaften innerhalb von Sprachfamilien sind Ähnlichkeiten in der Lautung über Sprachgrenzen hinweg eher mit der Kürze zu begründen und deshalb meist zufällig:
- Afrikaans, Dänisch, Färöisch, Niederländisch, Norwegisch und Schwedisch: ja
- Bosnisch, Bulgarisch, Kroatisch, Mazedonisch, Montenegrinisch, Rumänisch, Russisch, Serbisch, Serbokroatisch und Slowenisch: da (да)
- Albanisch: po
- Arabisch: naʿam (نعم)
- Aramäisch: e
- Englisch: yes
- Estnisch: jah
- Finnisch: kyllä, joo (umgangssprachlich)
- Französisch: oui
- Griechisch: ne (ναι)
- Hebräisch: ken (כן)(כֵּן)
- Hindi: hā̃ (हाँ), jī (जी), jī hā̃ (जी हाँ)
- Indonesisch: ya
- Isländisch: já (ausgesprochen etwa wie jau).
- Italienisch: sì
- Japanisch: hai (はい), ee (ええ), un (うん)
- Koreanisch: ne (네)
- Kurdisch: are
- Litauisch: taip
- Obersorbisch: haj
- Persisch: baleh (بله)
- Plattdeutsch: ja, jo[9]
- Polnisch: tak
- Portugiesisch: sim
- Rätoromanisch: gea (Rumantsch Grischun, Sutsilvan, Surmiran; ausgesprochen: dschea), gie (Sursilvan), hei/schi (Puter), schi/hai (Vallader)
- Spanisch: sí
- Swahili: ndiyo, naam
- Tadschikisch: bale (бале), ore (оре)
- Tamil: ām (ஆம்), āmām (ஆமாம்), ōm (ஓம்) (Sri Lanka)
- Tschechisch: ano (umgangssprachlich auch jo)
- Türkisch: evet
- Ukrainisch: tak (так)
- Ungarisch: igen

Es existieren auch Sprachen, die kein Pendant zu ja und nein aufweisen, beispielsweise Chinesisch, Lateinisch oder Irisch. Oft wird zum Ausdruck eines „ja“ das Verb der Frage bejahend wiederholt, während es im Falle von „nein“ mit einer Negation versehen wird. Diese Praxis ist auch im Japanischen üblicher als der Gebrauch des Wortes hai.
In manchen Sprachen, in denen es kein eigentliches Ja und Nein gibt, existieren jedoch Ausdrücke, die zum Teil anstelle einer Satz(teil)wiederholung eingesetzt werden können. Dazu gehört im Chinesischen das „shì“ (是; ist) oder „shìde“ (是的). Ähnlich dem werden im Lateinischen die Formeln „ita est“ („so ist es“) und „sic est“ benutzt, wobei sich aus letzterer durch Abfallen der hinteren Lautelemente die italienische, spanische und portugiesische Form für „ja“ ([si]) gebildet haben.

## Jaals Interjektion
Vorwiegend in der gesprochenen Sprache wird ja oftmals (hinsichtlich der Wortart) als Interjektion bzw. (hinsichtlich der Syntax) als Füllwort verwendet und hat wie als Antwort- oder Modalpartikel zustimmenden Charakter, jedoch ohne großen zusätzlichen semantischen Gehalt. Je nach Art der sprachlichen Äußerung, der Sprechsituation und des vollzogenen Sprechakts trägt das Wort dann noch weitere Funktionen bzw. Nebenbedeutungen:
- äußerungsbezogen
  - Anknüpfen an eine eigene vorhergehende, auch abgebrochene Phrase („… und dann ging er ins Schwimmbad. Ja, tatsächlich!“, „Er ging ins Schwimmbad und dann … ja, das war’s!“)
  - Anknüpfen an eine Äußerung des Gesprächspartners („Wieso gehst du nicht mal ins Schwimmbad?“ – „Ja, ich hab’ einfach keine Lust dazu.“)
- ausdrucksbezogen: Ausdrücken von sprechereigenen Befindlichkeiten
  - Erstaunen, Verwunderung („Ja, sowas!“, „Ja, ist denn das die Möglichkeit!“) In derartigen Äußerungen kann teilweise auch das Gegenteil von ja verwendet werden („Nein, sowas!“).
  - Freude, Vergnügen („Wir könnten heute ins Schwimmbad gehen.“ – „Ja!/Ja, toll!“)
  - Erleichterung („Ja! Endlich!“, „Ja! So ist es richtig!“)

Nach Paul (1908) hat ja auch eine Füllfunktion. Dort wo im Zuge eines eigenen Besinnens an vorher Gesagtes angeschlossen wird, füllt ein ja in Fällen wie „Ja, da muss ich erst nachsehen“ oder „Ja, das könnte funktionieren“ die Zeit des Nachdenkens aus. So kann ja als Interjektion und Füllwort gelten. Für Paul ist ja selbst aber keine Interjektion, kann aber mit solchen verbunden werden („o ja, ach ja, na ja“).
Für Brockhaus (1951) hingegen ist ja auch ein „Ausruf sehr unbestimmter Bedeutung“, der spöttisch („ja, was haben wir denn da?“) oder zweifelnd („ja, was mache ich denn da?“) verwendet wird.

## Jaals Konjunktion
Ja ist keine Konjunktion im klassischen Sinn, hat aber grundsätzlich – manchmal auch abhängig von der aktuellen Ausdrucksweise – verbindende Funktion, indem es einen Bezug zu vorhergehenden Äußerungen aufnimmt und an deren Inhalte anschließt. Das Wort gilt bei entsprechender Gebrauchsweise schon bei Adelung (1793) auch als „Bindewort“, etwa in Fällen wie „Ja, was wollte ich doch sagen?“, „Ja, jetzt fällt es mir wieder ein.“ Jedes Bestätigen einer Aussage und Beantworten einer Frage verbindet die vorhergehenden und nachfolgenden Inhalte in gewisser Weise miteinander. Selbst in Fällen wie „Ich schätze ihn, ja, ich verehre ihn sogar“ kann das steigernde ja syntaktisch mit Bindefunktion in Erscheinung treten.
Eine Anschlussfunktion an vorhergehende Äußerungen hat ja auch am Satzbeginn stehend gemeinsam mit dem Ausdruck von persönlichen Emotionen wie etwa
- Zögern, Nachdenklichkeit („Ja, das könnte gehen.“)
- Resignation („Ja, dann wäre es das wohl gewesen.“)
- Verlegenheit („Ja, dann werde ich mal …“)

In derartigen Zusammenhängen wird statt ja oft auch tja verwendet. Aufgrund der Kürze der beiden Ausdrücke ist schwer zu entscheiden, ob es sich bei tja um eine lautliche Variante von ja handelt (entstanden etwa als Verballhornung) oder ob es ein genuin eigenes Wort darstellt.

## Zuordnung vonjazu Wortarten
Die hier vorgenommene Zuordnung des Wortes ja zu den gezeigten Wortarten ist eine von mehreren Möglichkeiten.
Das auch allein einsetzbare Ja als Antwort und Bestätigung ist häufig zu unterscheiden vom ja innerhalb des Satzes. Bei allen Verwendungen von ja im Satzinneren wird die Aussage im Satz mittels der Partikel in eine gewisse Richtung hin abgeschattet oder abgetönt. Man nennt daher das Wort ja in solchen Fällen auch eine Abtönungspartikel. Hinsichtlich der Syntax handelt es sich mit dieser Abtönungsfunktion – ähnlich wie ggf. die Ausdrücke doch, schon, aber und andere – um ein Satzadverb, mithin um eine adverbiale Bestimmung, sodass das Wort ja auch zur Wortart Adverb gezählt werden kann. Demgemäß herrscht auch Uneinigkeit in Wörterbüchern, wo ja zu verschiedenen Wortarten gezählt wird:
- generell als „bejahendes Nebenwort“ (Adelung 1796)
- generell als Partikel (Bünting 1996, Duden 1994, jeweils ohne weitere Spezifizierung)
- „ursprüngl. … eine Versicherungspartikel, die bei einem Verb steht“ (Paul 1908)
- „conjunction oder adverb, eng in den satzverband eingefügt“ (als Modalausdruck im Gegensatz zur „affirmationspartikel, ohne enge einfügung in den satzverband“ als Antwort) (Grimm 1854–1961)
- generell als Adverb (Kluge 2002, Sanders 1912, Schiller ca. 1905, Wahrig 1991)
- keine Angabe (Brockhaus 1951, Mackensen 1986, ÖWB 2006)

Eine Subklassifizierung von ja in bestimmte Arten von Partikeln ist diskussionswürdig, zumal das Wort etwas unterschiedliche Eigenschaften aufweist.
- kann nicht flektiert werden
- kann nicht negiert werden
- kann nicht mittels und oder mittels oder mit anderen gleichartigen Ausdrücken koordiniert werden

Alle drei Eigenschaften gelten im Speziellen für Modalpartikeln, jedoch nur die erste für die ganz andere Wortart Adverb. Somit könnte man ja vorerst zu den Modalpartikeln zählen. Ein weiteres Merkmal von Modalpartikeln ist aber ihre wörtliche Unübersetzbarkeit in andere Sprachen. Im Satz „Komm ja nicht zu spät!“ ist ja wörtlich nicht mit einem bestimmten Wort einer anderen Sprache gleichzusetzen, wohingegen das Ja als Antwort und Bestätigung es sehr wohl ist. Somit ist ja als Bestätigung deutlich von der Modalpartikel im Satzinneren zu unterscheiden.
Für eine Zuordnung von ja zu mehreren Wortarten spricht auch die Möglichkeit der Negation von ja in Antwort- und Bestätigungsfällen, wo es die Bedeutung ‚nein‘ annimmt: „Soll ich springen?“ – „Ja nicht!“ Mit der Möglichkeit der Negation ist ja dann keine Partikel, sondern ein Adverb. Als Modalpartikel hingegen („Spring ja nicht!“) wird nicht ja, sondern das Verb springen negiert. Andererseits kann eingewandt werden, dass die Antwort „Ja nicht!“ lediglich eine in der Dringlichkeit der Situation und/oder aufgrund großer emotionaler Beteiligung vorgenommene sprachliche Kürzung von „Tu das ja nicht!“ u. dgl. ist.
Eine weitere Schwierigkeit der Zuordnung von ja zu einzelnen Wortarten besteht hinsichtlich seiner jeweiligen aktuellen Verwendung mit emotionalem Ausdruck. In Fällen wie „Sollen wir ins Schwimmbad gehen?“ – „Jaaa! Sofort!“ ist es Ermessenssache, ob das Ja als Antwort- bzw. Bestätigungspartikel und/oder als Interjektion betrachtet wird. Gleichermaßen zweifach interpretierbar ist ja in solchen Verwendungsfällen, wo das Wort auch als Konjunktion betrachtet werden kann; so etwa stellt das ja im Satz „Ja, was wollte ich doch sagen?“ nach Adelung eine Konjunktion, nach Brockhaus eine Interjektion dar.
Letztlich kann ja aufgrund unterschiedlicher Produktivität zu verschiedenen Wortarten gezählt werden. Während die Abtönungspartikel im Satzinneren keine Wortbildungsprozesse erlaubt, lässt die Antwortpartikel Komposition und Ableitung zu.